# Adam Wiśniewski-Snerg
Adam Wiśniewski-Snerg (születési név: Adam Wiśniewski; 1937. január 1. – 1995. augusztus 30.) lengyel science fiction író.

## Élete
Snerg 1937-ben született Płockban. Szüleit fiatalon elvesztette, és bátyjával együtt nagynénjével nőtt fel Varsóban. A második világháború után testvérét kényszermunkára ítélték kommunizmus elleni összeesküvés vádjával. Az elemi iskola után az író nem folytatta tanulmányait, és saját magát kezdte el képezni. Ez annak volt köszönhető, hogy osztályellenes volt.
1968-ban jelentette meg első elbeszélését Anonim címmel a Kameny című folyóiratban. Első regénye, A robot 1973-ban jelent meg. Mai napig az író egyik legnagyobb becsben tartott munkája, ami hazájában és világszerte az egyik legjelentősebb lengyel sci-fi műnek bizonyult. Ezen regénye Magyarországra is eljutott Csordás Gábor fordításában; 1987-ben adta ki az Európa. A szerző 1995-ben öngyilkosságot követett el; műveinek egy része csak a halála után jelent meg.
Snerget Stanisław Lem után a legfontosabb lengyel sci-fi-írók közé sorolják. Sokak szerint Arka és A lator evangéliuma című műve is hatással volt a Mátrix alkotóira. Snerg ihlette Janusz A. Zajdel Alsó határérték című regényének egyik szereplőjét, Sneert.

## Műveinek témája
A szerző az egyesített elmélet (a kvantummechanikát és a relativitáselméletet ötvöző teória) kutatója volt, ennek nyomai pedig felbukkannak a műveiben is.
Snerg történeteinek világára jellemző, hogy csak a főhős érzékeli a valós világot, mindenki más mintegy előre programozva - virtuálisnak is mondható realitásban -, éli életét, anélkül, hogy tisztában lenne az őt körülvevő valósággal. A mesterségesen generált valóságok hasonlóságot mutatnak Lem, Bester, Dick és sok másik szerző munkásságával. A gyakran ezek köré épített disztópikus társadalom miatt a cyberpunk egyik előfutáraként is tekinthetünk rá.

## Művei
- Robot (1973)
- Według łotra (Wydawnictwo Literackie, Kraków 1978), A lator evangéliuma
- Nagi cel (1980)
- Arka (Czytelnik, Warszawa 1989)
- Jednolita teoria czasoprzestrzeni (1990)
- ORO (Amber, Warszawa 1997, posztumusz kiadás)
- Trzecia cywilizacja (C&T, Toruń 1998, posztumusz kiadás)

## Magyarul
- A robot. Fantasztikus regény; ford. Csordás Gábor; Európa, Bp., 1987
- A lator evangéliuma; ford. Nemere István; Metropolis Media, Bp., 2013 (Galaktika fantasztikus könyvek)